# Bence Szabó (schermidore)
Bence Szabó (Budapest, 13 giugno 1962) è un ex schermidore ungherese, vincitore di due medaglie d'oro e due d'argento nella scherma ai giochi olimpici.